# Marion Roper
Marion Charlotte Roper z domu Dale (ur. 15 września 1910 w Chicago, zm. 10 lutego 1991 w Venturze) – amerykańska skoczkini do wody, medalistka olimpijska.

## Kariera sportowa
Zdobyła brązowy medal w skokach z wieży 10 metrowej na igrzyskach olimpijskich w 1932 w Los Angeles, przegrywając jedynie ze swymi koleżankami z reprezentacji Stanów Zjednoczonych Dorothy Poynton i Georgią Coleman. Był to jej jedyny występ na igrzyskach olimpijskich.